# Hermann Schlegel
Hermann Schlegel (Altenburg, 10 de junio de 1804-Leiden, 17 de enero de 1884) fue un ornitólogo y herpetólogo alemán.
Su padre, que trabajaba como forjador de latón, coleccionaba mariposas, lo que estimuló el interés de Schlegel en la historia natural. El descubrimiento, por casualidad, de un nido de un ave rapaz le llevó al estudio de las aves, a lo que también ayudó un encuentro con Christian Ludwig Brehm.
Schlegel comenzó a trabajar para su padre, pero pronto se cansó de ello. Viajó a Viena en 1824, donde, en la universidad, recibió clases de Leopold Fitzinger y Johann Jacob Heckel. Una carta de recomendación de Brehm a Joseph Natterer le consiguió un puesto en el Museo de Historia Natural de Viena.
Un año después de su llegada, el director del museo, Carl Franz Anton Ritter von Schreibers, le recomendó a Coenraad Jacob Temminck, director del museo de historia natural de Leiden, y este le tomó como ayudante. Al principio, Schlegel trabajó principalmente en la colección de reptiles del museo, pero pronto su actividad se extendió a otros grupos de animales. Schlegel iba a ser mandado a Java a unirse a la Natural History Commission, pero la muerte del que iba a ser el sucesor de Temminck, Heinrich Boie, hizo que el proyecto no saliera adelante. Fue en esta época cuando Schlegel conoció a Philipp Franz von Siebold. Se convirtieron en buenos amigos y colaboraron en la obra Fauna Japonica (1845-1850).
Cuando a principios de 1858 Temminck murió, Schlegel le sucedió como director del museo de historia natural. Estaba especialmente interesado en el sureste asiático, y en 1857 mandó a su hijo Gustaaf a recoger especímenes de aves a China. Cuando Gustaaf llegó se encontró que Robert Swinhoe había llegado allí primero. En 1859 Schlegel envió a Heinrich Agathon Bernstein a recolectar aves a Nueva Guinea. Bernstein murió en 1865 y fue sucedido en la misión científica por Hermann von Rosenberg.
Schlegel tomó a un joven ayudante llamado Otto Finsch. Al mismo tiempo, comenzó a publicar una revista científica llamada Notas del museo de Leyden, así como también una obra de catorce volúmenes: Muséum d'histoire naturelle des Pays-Bas (1862-1880). En esta obra usó a tres ilustradores: John Gerrard Keulemans, Joseph Smit y Joseph Wolf.
Los últimos años de su vida fueron complicados: su mujer murió en 1864; su ayudante Finsch se trasladó al museo de historia natural de Bremen, y la colección del Museo Británico comenzó a eclipsar la de Leiden.
Sus hijos fueron el sinólogo y naturalista Gustaaf Schlegel (1840-1903) y el compositor y pianista Leander Schlegel (1844-1913).

## Obras selectas
- 1834-1850. Fauna Japonica
- 1837-1844. Abbildungen neuer oder unvollstandig bekannter Amphibien: nach der Natur oder dem Leben entworfen
- 1854. De zoogdieren geschetst
- Traité de fauconnerie : ouvrage orné de dix sept planches. - Leide : Arnz, 1853. Digitalisierte Ausgabe der Universitäts- und Landesbibliothek Düsseldorf
- 1854-1858. De vogels van Nederland. 3 vols.
- 1857-1858. Handleiding tot de beoefening der dierkunde. 2 vols.
- 1860-1862. De dieren van Nederland. Gewervelde dieren.
- 1862-1876. Revue méthodique et critique des collections déposées dans cet établissement. 7 Vols.
- 1863-1872. De Dierentuin van het Koninklijk Zoologisch Genootschap Natura Artis Magistra te Amsterdam zoölogisch geschetst.
- 1868. Natuurlijke Historie van Nederland. De vogels.
- 1870. Natuurlijke Historie van Nederland. De kruipende dieren.
- 1870. Natuurlijke Historie van Nederland. De zoogdieren.
- 1870. Natuurlijke Historie van Nederland. De Visschen.
- 1872. De dierentuin van het Koninklijk Zoölogisch Genootszchap Natura Artis Magistra te Amsterdam. De vogels. De zoogdieren. De kruipende dieren. Met historische herinneringen van P.H. Witkamp.

## Abreviatura (zoología)
La abreviatura Schlegel  se emplea para indicar a Hermann Schlegel como autoridad en la descripción y taxonomía en zoología.